# Notker Wolf
Notker Wolf (geboren als Werner Wolf) OSB (Bad Grönenbach, 21 juni 1940 – Frankfurt am Main, 2 april 2024) was een abt-primaat van de benedictijnen en hardrockgitarist.

## Levensloop
Wolf trad na zijn middelbareschooltijd toe tot de orde van de benedictijnen in de aartsabdij Sankt Ottilien in Beieren. De in 1884 ontstane congregatie heet formeel Congregatio Ottiliensis OSB pro missionibus exteris en is vooral actief in de missie.
Wolf werd in 1962 geprofest en studeerde vervolgens filosofie aan de pauselijke onderwijsinstelling Pontificio Ateneo Sant'Anselmo in Rome. In 1965 vervolgde hij zijn opleiding aan de universiteit van München, waar hij eveneens afstudeerde in de theologie. In 1968 werd hij tot priester gewijd. Zes jaar later, in 1974, promoveerde Wolf op de wereldbeschouwing van de Stoa.
Op 10 oktober 1977 werd Wolf tot vijfde aartsabt van Sankt Ottilien gekozen en daarmee leider van de ongeveer elfhonderd leden tellende congregatie in achttien landen. Hij initieerde de bouw van nieuwe kloosters in China en India en stimuleerde de hernieuwing van enige voormalige priorijen.
In september 2000 legde Wolf zijn functie neer, omdat hij toen tot abt-primaat van de benedictijnen en daarmee de hoogste vertegenwoordiger van de benedictijnse congregaties werd verkozen. Hij vertegenwoordigde de confederatie van benedictijnse congregaties bij de Heilige Stoel en was uit hoofde van zijn ambt grootkanselier van het Pontificio Ateneo Sant' Anselmo. Zijn eerste mandaat liep tot 2008 en werd vervolgens in 2008 en 2012 opnieuw met vier jaar verlengd. In 2004 werd Wolf door paus Johannes Paulus II bovendien benoemd tot lid van de Congregatie voor de Instituten van Gewijd Leven en Gemeenschappen van Apostolisch Leven.
Wolf ging op 10 september 2016 met emeritaat.

### Muziek
Buiten de orde genoot Wolf ook enige bekendheid als hardrocker. Zijn muziek is voornamelijk geïnspireerd door AC/DC, ZZ Top en The Rolling Stones. Hij trad met zijn band Feedback op als gitarist en hield sinds 1981 regelmatig (klooster)tournees. Het laatstverschenen album heet Rock my soul.

### Overlijden
Wolf overleed onverwacht op 83-jarige leeftijd.

## Varia
- In de sleutelroman van Albert Ostermaier, Schwarze Sonne Scheine (2011), neemt Wolf een belangrijke plaats in.

- Biblioteca Nacional de España: XX4878923
- Gemeinsame Normdatei: 124034152
- International Standard Name Identifier: 0000 0001 1029 0169
- Library of Congress Control Number: nr97024040
- Nationale Bibliotheek van Letland: 000159346
- MusicBrainz: 4a594879-973c-4c18-80a4-a496a5596881
- Nationale Bibliotheek van Tsjechië: mzk2009543982
- Nationale Bibliotheek van Israël: 987012501038405171
- Nationale Bibliotheek van Polen: a0000002192241
- Nederlandse Thesaurus van Auteursnamen: 313940045
- Réseau des bibliothèques de Suisse occidentale: 02-A011842064
- Système universitaire de documentation: 158011813
- Virtual International Authority File: 69850552
- WorldCat: E39PBJhmGrbkbVfprk6Pxrbjmd